# Saropogon ehrenbergii
Saropogon ehrenbergii là một loài ruồi trong họ Asilidae. Saropogon ehrenbergii được Loew miêu tả năm 1851. Loài này phân bố ở vùng Cổ Bắc giới.